# The Overmuch Box
The Overmuch Box (fuld titel: Twenty Five Years Of DAD – The Overmuch Box) er en opsamlingsboks, som indeholder alle D-A-D studieudgivelser samt en CD med hidtil ikke-udgivne numre. Den udkom den 16. november 2009. Den indeholder også en 164-siders bog på engelsk af Michael Valeur som beskriver D-A-D fra bandets spæde start og frem til udgivelsen, inkl. billeder fra hele perioden samt album-covers.

## Indholdsfortegnelse på boksen
Som der står på indholdsfortegnelsen bagpå:

"All The Original Albums Remastered – 164 pages booklet + bonus album".
- Standin' On the Never Never – (Maxi single) May 28. 1985
- Call of the Wild – February 4. 1986
- D.A.D. Draws A Circle – June 16. 1897 – der er en trykfejl på indholdsfortegnelsen bag på boksen, hvor der står "1897", udgivelsen af CD'en er naturligvis 1987.
- No Fuel Left For The Pilgrims – (US version) March 3. 1989
- Riskin' It All – October 10. 1991
- Helpyourselfish – March 1. 1995
- Simpatico – November 6. 1997
- Everything Glows – April 13. 2000
- Soft Dogs – February 20. 2002
- Scare Yourself – May 23. 2005
- Monster Philosophy – November 10. 2008
- Behind The Seen – Rare, unreleased & B-sides 1984 – 2009